# Râul Valea Rece, Trotuș
Râul Valea Rece este un curs de apă, afluent al râului Trotuș. 

## Hărți
- Ovidiu Gabor - Economic Mechanism in Water Management  Arhivat în 5 martie 2009, la Wayback Machine.
- Harta Munții Tarcău  Arhivat în 22 februarie 2010, la Wayback Machine.
- Harta Munții Ciucului  Arhivat în 28 ianuarie 2018, la Wayback Machine.
- Harta Județul Harghita